# JSTOR
JSTOR (engelskt uttal: [ˈdʒeɪstɔːr]; förkortning av Journal Storage) är ett digitalt bibliotek som grundades 1995 i New York. Ursprungligen innehöll det bara digitaliserade utgåvor av akademiska tidskrifter, men idag omfattar det även av böcker och andra primära källor såväl som aktuella utgåvor av tidskrifter.